# Jacht motorowy

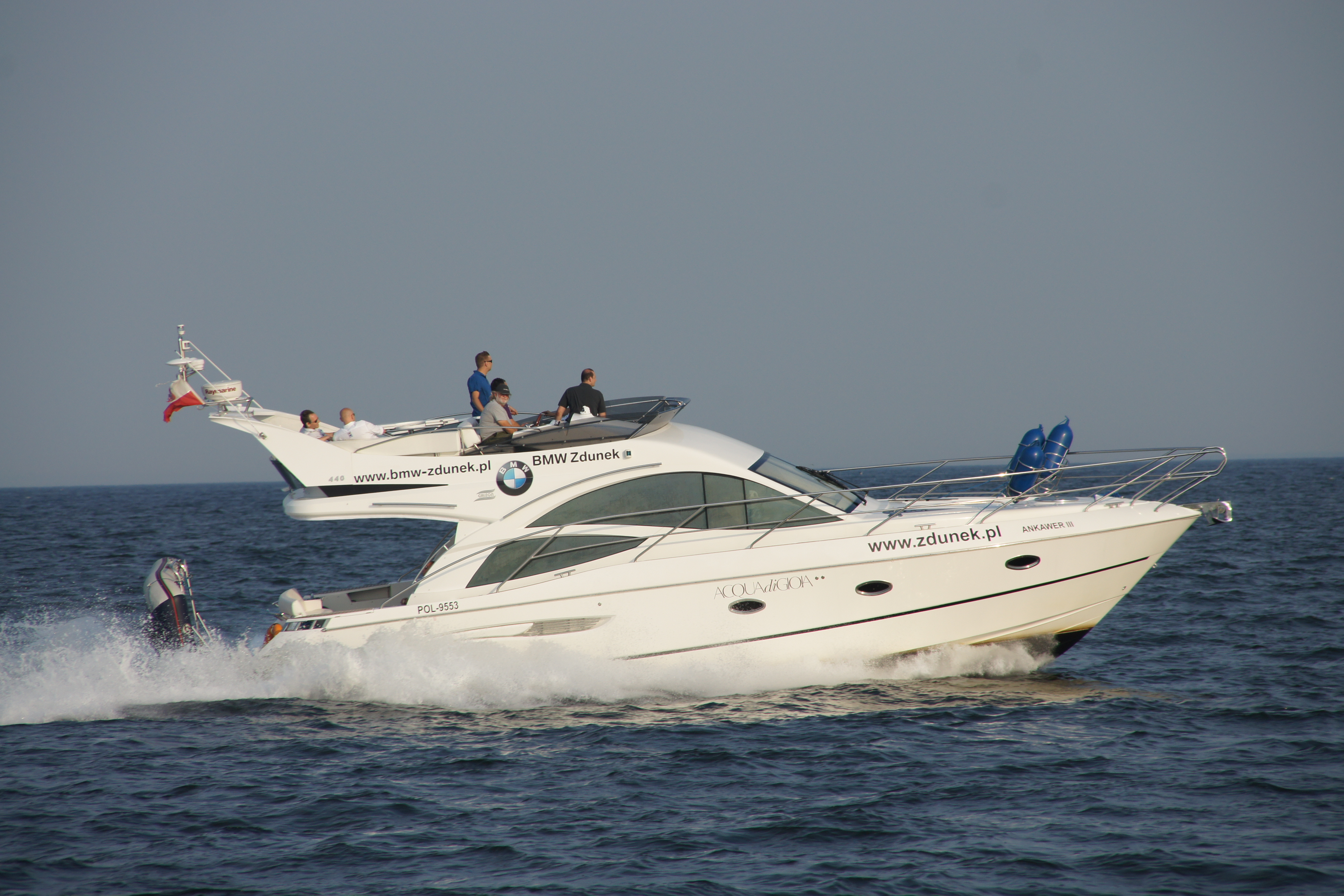
Jacht motorowy na Zatoce Gdańskiej

Jacht motorowy, MY lub m/y, m. y. (ang.: motor yacht) – jacht, którego głównym napędem jest napęd mechaniczny (silnik). Często małe jachty motorowe błędnie nazywa się motorówkami. Wedle Polskiego Rejestru Statków motorówkę od jachtu motorowego odróżnia przeznaczenie. Jachty służą wyłącznie celom sportowym, turystycznym, rekreacyjnym lub szkoleniowym.
Wyróżnionym typem jachtu motorowego jest barka turystyczna.